# جوزيف كوتين
جوزيف كوتين (بالإنجليزية: Joseph Cotten) مواليد 15 مايو 1905 في فرجينيا، الولايات المتحدة - الوفاة 06 فبراير 1994 في لوس أنجلوس، هو ممثل وكاتب سيناريو أمريكي بدأ مسيرته الفنية عام 1930.

## وصلات خارجية
- جوزيف كوتين على موقع IMDb (الإنجليزية)
- جوزيف كوتين على موقع الموسوعة البريطانية (الإنجليزية)
- جوزيف كوتين على موقع روتن توميتوز (الإنجليزية)
- جوزيف كوتين على موقع مونزينجر (الألمانية)
- جوزيف كوتين على موقع ألو سيني (الفرنسية)
- جوزيف كوتين على موقع ميوزك برينز (الإنجليزية)
- جوزيف كوتين على موقع تيرنر كلاسيك موفيز (الإنجليزية)
- جوزيف كوتين على موقع أول موفي (الإنجليزية)
- جوزيف كوتين على موقع قاعدة بيانات برودواي على الإنترنت (الإنجليزية)
- جوزيف كوتين على موقع قاعدة بيانات الأفلام السويدية (السويدية)